# Garoland
Garoland és el nom que una part dels garos donen al país que habiten. Altres prefereixen el nom Achikland, ja que els garos s'anomenen a si mateix achiks.